# 天主教阿加尔塔拉教区
天主教阿加爾塔拉教區 （拉丁語：Dioecesis Agartalana）是羅馬天主教的一個教區，位於印度東北部，包括特里普拉邦全邦，面積10,846平方公里。受西隆總教區管轄。
1996年1月11日升為教區。2006年有十三個堂區、24,125名教友、四十六名司鐸。現任主教為魯曼·蒙太羅。